# Ommatius cinnamomeus
Ommatius cinnamomeus là một loài ruồi trong họ Asilidae. Ommatius cinnamomeus được Scarbrough miêu tả năm 1984. Loài này phân bố ở vùng Tân nhiệt đới.